# Fluorose osseuse

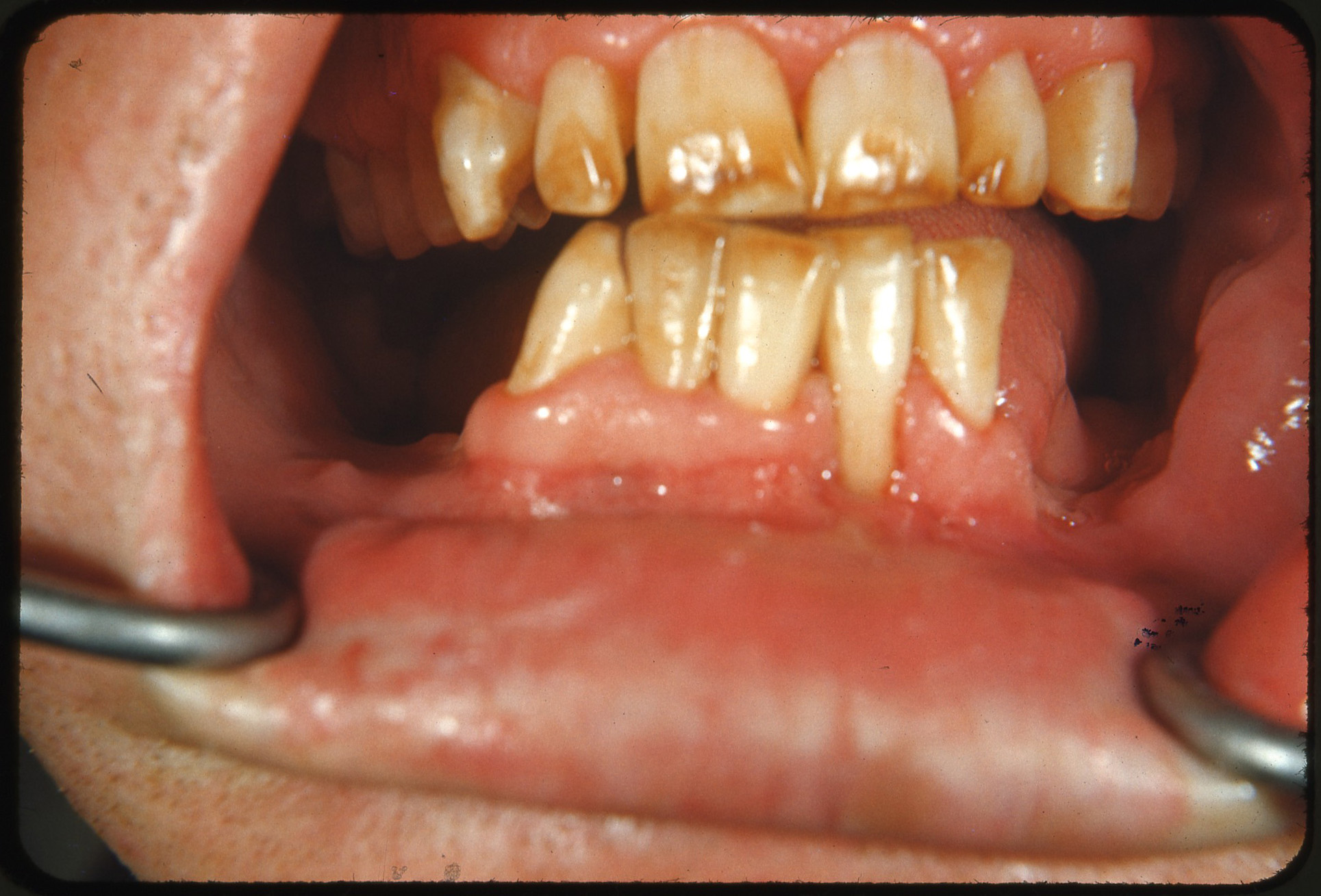
Dents colorées par le fluor chez un patient vivant à Deming (Nouveau-Mexique) dans une zone connue pour ses fluoroses endémiques.

La fluorose osseuse est une maladie osseuse causée par une quantité excessive de fluor dans les os.

## Symptômes
Le fluor peut entrainer des difformités osseuses : genu valgum, genu varum, ostéoporose, osteosclérose, ciphose,,,,.
Le fluor peut entrainer une attitude dite "poker back",, une impossibilité à effectuer un squat (position), une respiration abdominale et une capacité respiratoire réduite, de l'ostéoporose,.